# Dyskonto (finanse)
Dyskonto – metoda obliczania wartości obecnej kapitału na podstawie jego oczekiwanej wartości przyszłej. Dyskontowanie polega na pomniejszaniu wartości przyszłej kapitału o kwotę zwaną kwotą dyskonta, reprezentującą zmianę wartości pieniądza w czasie. Stopę procentową używaną do obliczania kwoty dyskonta określa się mianem stopy dyskontowej.